# 9-та армія (Німецька імперія)
Не варто плутати з 9-ю німецькою армією часів Другої світової війни
9-та а́рмія  (нім. 9. Armee) — польова армія Імперської армії Німеччини за часів Першої світової війни.

## Історія
9-та армія (нім. 9. Armee) була сформована 19 вересня 1914 року в Бреслау.

## Командування

### Командувачі
1-ше формування
- генерал-полковник Пауль фон Гінденбург (19 вересня — 2 листопада 1914);
- генерал кінноти, з 17 грудня 1914 генерал-полковник Август фон Макензен (2 листопада 1914 — 17 квітня 1915);
- генерал кінноти Леопольд Баварський (17 квітня 1915 — 30 липня 1916).

2-ге формування
- генерал від інфантерії Еріх фон Фалькенгайн (6 грудня 1916 — 1 травня 1917);
- генерал від інфантерії Роберт Кош (нім. Robert Kosch) (1 травня — 10 червня 1917);
- генерал від інфантерії Йоханнес фон Ебен (нім. Johannes von Eben) (10 червня 1917 — 9 червня 1918);
- генерал від інфантерії Фріц фон Белов (нім. Fritz von Below) (9 червня — 6 серпня 1918);
- генерал від інфантерії Адольф фон Карловіц (нім. Adolph von Carlowitz) (6 серпня — 18 вересня 1918).